# Peter Safran
Peter Safran (Londen, 22 november 1965) is een Brits filmproducent en artiestenmanager.

## Carrière
Peter Safran studeerde aan de Princeton-universiteit en behaalde nadien een diploma als jurist aan de New York-universiteit. Na zijn studies werkte hij als bedrijfsadvocaat in New York alvorens als assistent aan de slag te gaan bij het talentenbureau United Talent Agency (UTA).
Tot 1998 werkte hij voor het managementbureau Gold-Miller, waarna hij overstapte naar Brillstein-Grey Entertainment. Bij het bedrijf werkte hij zich op tot voorzitter en was hij verantwoordelijk voor het management van artiesten als Brad Pitt, Jennifer Aniston, Adam Sandler, Nicolas Cage en Courteney Cox. In 2006 verliet hij Brillstein-Grey en richtte hij met The Safran Company zijn eigen managementbedrijf op. Via het bedrijf produceerde hij in de loop der jaren films als Disaster Movie (2008), Buried (2010), The Conjuring (2013), Aquaman (2018) en Shazam! (2019).
Sinds november 2022 is Peter Safran samen met James Gunn de CEO van de DC Studios van Warner Bros. Discovery.

## Filmografie
Als (co-)producent
| - RocketMan (1997) - Jiminy Glick in Lalawood (2004) - Disaster Movie (2008) - Over Her Dead Body (2008) - Meet the Spartans (2008) - New in Town (2009) - Vampires Suck (2010) - Buried (2010) - Girls (2011) - Flypaper (2011) - Elephant White (2011) - ATM (2012) - True Love (2012) - Vehicle 19 (2013) - Hours (2013) - The Conjuring (2013) - Mindscape (2013) - The Starving Games (2013) - Best Night Ever (2013) - Annabelle (2014) - The Atticus Institute (2015) - Superfast! (2015) - Summer Camp (2015) |  | - Martyrs (2015) - The Choice (2016) - The Conjuring 2 (2016) - The Belko Experiment (2016) - Mine (2016) - Crawlspace (2016) - Wolves at the Door (2016) - Annabelle: Creation (2017) - The Worthy (2017) - The Crucifixion (2017) - Flatliners (2017) - The Nun (2018) - Aquaman (2018) - Shazam! (2019) - Annabelle Comes Home (2019) - The Conjuring: The Devil Made Me Do It (2021) - The Suicide Squad (2021) - Peacemaker (2022) - Shazam! Fury of the Gods (2023) - The Nun II (2023) - Creature Commandos (2024) - Heads of State (2025) - Superman (2025) |